# Kristen Stewart
Kristen Jaymes Stewart (sinh ngày 9 tháng 4 năm 1990) là một nữ diễn viên người Mỹ. Bắt đầu tham gia đóng phim từ năm 8 tuổi, Stewart được biết đến nhiều nhất với vai chính Bella Swan trong loạt phim điện ảnh ăn khách The Twilight Saga. Xuyên suốt sự nghiệp của mình, cô đã nhận được một số giải thưởng cao quý, bao gồm một giải BAFTA và một giải César, cũng như được đề cử một giải Oscar và một giải Quả cầu vàng.
Kristen Stewart bắt đầu được biết đến với vai diễn nhân vật con gái của Jodie Foster trong bộ phim Panic Room (2002). Cô nhận giải BAFTA cho ngôi sao đang lên vào năm 2010 với loạt phim The Twilight Saga, và cô được trao giải Nữ diễn viên xuất sắc nhất tại Liên hoan phim quốc tế Milan năm 2011 với phim Welcome to the Rileys (2010). Năm 2015, diễn xuất của Stewart được khen ngợi khi cô hợp tác cùng nữ diễn viên Juliette Binoche trong bộ phim Những bóng mây của Sils Maria, nhờ đó Kristen đạt được một số giải thưởng, bao gồm giải César cho nữ diễn viên phụ xuất sắc nhất, giúp cô trở thành nữ diễn viên người Mỹ đầu tiên giành chiến thắng giải thưởng này.

## Tiểu sử
Kristen Stewart sinh ra và lớn lên tại Los Angeles, California. Bố là ông John Stewart, một tổng biên tập và người sản xuất truyền hình từng làm việc cho kênh Fox. Còn mẹ là bà Jules Mann-Stewart, một biên kịch và nhà làm phim có nguồn gốc Maroochydore, Queensland, Australia. Kristen học ở trường cho đến năm lớp bảy, sau đó học chương trình ở nhà. Kristen có ba anh trai là Cameron, Taylor và Dana Stewart..Năm 2012, mẹ cô đã đệ đơn ly hôn sau 27 năm chung sống.

Stewart lớn lên ở Thung lũng San Fernando. Cô theo học  trường cho đến năm lớp bảy, và khi  tham gia nhiều hơn vào diễn xuất, cô tiếp tục học từ xa cho đến khi tốt nghiệp trung học. Vì lớn lên trong một gia đình không làm diễn viên, Stewart nghĩ mình sẽ trở thành nhà biên kịch hoặc đạo diễn, nhưng chưa bao giờ nghĩ mình sẽ trở thành diễn viên, cô nói:
"I never wanted to be the center of attention—I wasn't that 'I want to be famous, I want to be an actor' kid. I never sought out acting, but I always practiced my autograph because I love pens. I'd write my name on everything."

## Sự nghiệp

### Từ năm 2000

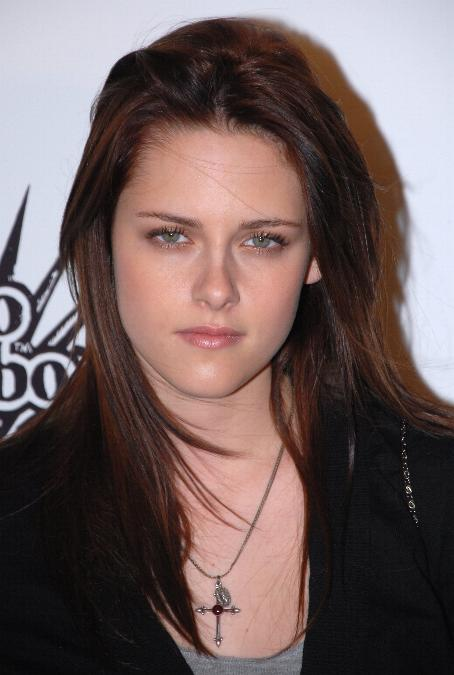
Kristen Stewart năm 2007

Stewart bắt đầu tham gia diễn xuất từ lúc 8 tuổi, sau khi được một người thấy cô biểu diễn trong vở kịch Giáng sinh ở trường tiểu học.Sau khi thử vai trong một năm, cô đã có vai diễn đầu tiên trong bộ phim truyền hình The Thirteen Year của Disney Channel. Bộ phim tiếp theo của cô là The Flintstones of Viva Rock Vegas, nơi cô đóng vai "ring toss girl". Cô cũng xuất hiện trong bộ phim The Safety of Objects (2001), trong vai cô con gái tomboy của một bà mẹ đơn thân rắc rối (Patricia Clarkson). Stewart cũng đóng vai một cô con gái tomboy, mắc bệnh tiểu đường của một người mẹ đã ly hôn (Jodie Foster) trong bộ phim kinh dị Panic Room (2002), của đạo diễn David Fincher. Cô đã được đề cử cho Giải thưởng "Young Artist Award" cho màn trình diễn của mình.Sau thành công của Panic Room, Stewart được chọn tham gia một bộ phim kinh dị Cold Creek Manor (2003), đóng vai con gái của Dennis Quaid và Sharon Stone và nhận được đề cử Giải thưởng "Young Artist Award"  cho màn trình diễn của cô. Vào thời điểm này trong sự nghiệp, cô bắt đầu học tại nhà vì lịch trình của mình.
Ở tuổi 14, vai chính đầu tiên của Stewart là trong bộ phim hài hành động dành cho trẻ em Catch That Kid (2004), cùng với Max Thieriot và Corbin Bleu. Năm đó, Stewart cũng đóng vai Lila trong bộ phim kinh dị Undertow (2004). Stewart đóng vai chính trong bộ phim truyền hình Lifetime / Showtime Speak (2004), dựa trên tiểu thuyết cùng tên của Laurie Halse Anderson. Stewart năm 13 tuổi vào vai một học sinh trung học, Melinda Sordino, người gần như ngừng nói sau khi bị cưỡng hiếp. Diễn xuất của cô đã được ca ngợi rộng rãi, tờ báo The New York Times nói rằng " Stewart tạo ra một nhân vật thuyết phục đầy đau đớn và bất ổn."  Stewart xuất hiện trong bộ phim phiêu lưu giả tưởng Zathura: A Space Adventure (2005), đóng vai Lisa Budwing, người chị gái vô trách nhiệm của hai cậu em trai nhỏ. Trong khi chơi trò chơi board game, họ biến ngôi nhà của mình thành một con tàu vũ trụ lao vào không gian một cách không kiểm soát. Phim được giới phê bình khen ngợi nhưng diễn xuất của Stewart không thu hút được nhiều sự chú ý của giới truyền thông. Nhân vật của cô ấy bất động trong phần lớn thời gian của bộ phim. Năm sau, cô đóng vai Maya trong Fierce People (2006), do Griffin Dunne đạo diễn. Sau bộ phim đó, cô nhận được vai chính Jess Solomon trong bộ phim kinh dị siêu nhiên The Messengers.
Stewart xuất hiện với vai Lucy Hardwicke thời niên thiếu trong In the Land of Women (2007), một bộ phim tình cảm có sự tham gia của Meg Ryan và Adam Brody. Bộ phim và diễn xuất của Stewart nhận được nhiều ý kiến trái chiều. Cùng năm đó, Stewart có một vai nhỏ trong bộ phim chuyển thể Into the Wild do Sean Penn đạo diễn. Với vai diễn Tracy - một ca sĩ tuổi teen phải lòng nhà thám hiểm trẻ tuổi Christopher McCandless (do Emile Hirsch thủ vai) - Stewart đã nhận được nhiều đánh giá trái chiều. Trong khi Salon.com coi công việc của cô ấy là một "màn trình diễn nhạy cảm, mạnh mẽ" và Chicago Tribune bình luận rằng cô ấy đã làm "rất tốt với bản phác thảo vai diễn", Bộ phim đã nhận được đề cử của Hiệp hội Screen Actors Guild  cho giải thưởng " Outstanding Performance by a Cast in a Motion Picture". Sau Into the Wild, Stewart xuất hiện trong Jumper và cũng xuất hiện trong What Just Happened, được phát hành vào tháng 10 năm 2008. Cô đóng vai chính trong The Cake Eaters, một bộ phim chỉ được trình chiếu tại các liên hoan phim. Cả bộ phim và diễn xuất của Stewart đều nhận được nhiều đánh giá tích cực. Nhà phê bình Bill Goodykoontz từ The Arizona Republic nói rằng Stewart "Thực sự tỏa sáng .... Cô ấy xuất sắc ở cả hai khía cạnh của màn trình diễn, mang lại cho Georgia một sức mạnh bất chấp mọi sự thương hại mà người ta có thể cảm thấy, mà không để chúng tôi quên đi sự tổn thương của cô ấy".

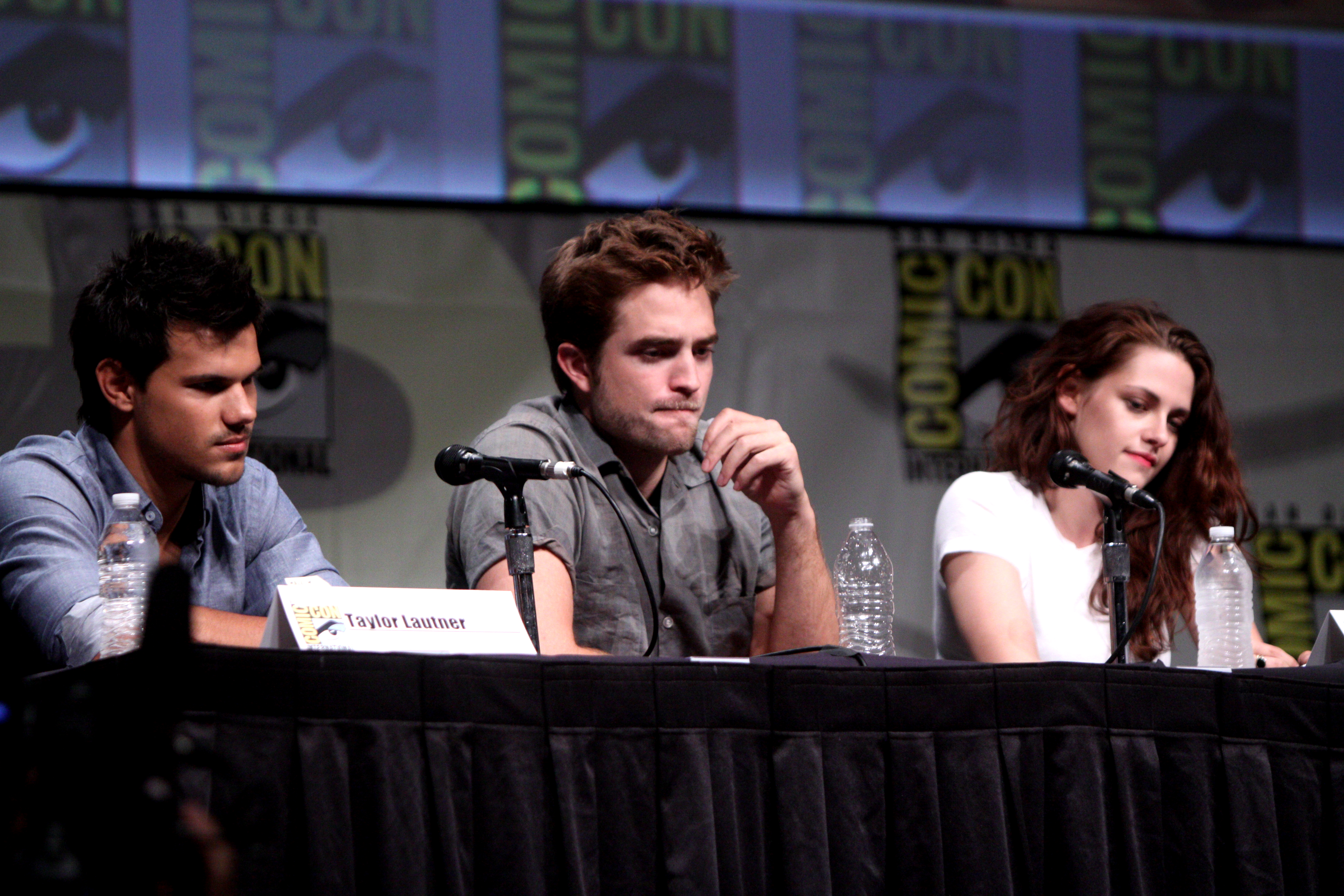
Stewart với Taylor Lautner (trái) và Robert Pattinson (giữa) tại San Diego Comic-Con 2012.

Vào ngày 16 tháng 11 năm 2007, Summit Entertainment thông báo rằng Stewart sẽ đóng vai chính Bella Swan trong bộ phim giả tưởng lãng mạn Twilight, dựa trên tiểu thuyết cùng tên của Stephenie Meyer. Stewart ở phim trường quay bộ phim Adventureland trong khi đạo diễn Catherine Hardwicke đến thăm cô trong cảnh quay không chính thức, vị đạo diễn đã bị "hớp hồn". Cô đóng vai chính cùng với Robert Pattinson, người đóng vai Edward Cullen, bạn trai ma cà rồng của cô. Stewart mô tả cách tiếp cận của cô ấy với vai trò là "capturing ... that first awakening, that ownership of your body and desire".Twilight được phát hành tại Hoa Kỳ vào tháng 11 năm 2008.Diễn xuất của Stewart nhận được nhiều đánh giá trái chiều, Owen Gleiberman của Entertainment Weekly mô tả cô ấy là "sự lựa chọn diễn viên lý tưởng" và ca ngợi cô ấy vì đã truyền tải "Bella's detachment, as well as her need to bust through it", trong khi Claudia Puig của USA Today chỉ trích diễn xuất của cô ấy vì quá "vụng về" và thiếu sự đa dạng trong biểu cảm khuôn mặt của cô ấy.
Cô nhận được nhiều lời khen ngợi cho vai diễn trong Adventureland (2009), một bộ phim hài - chính kịch do Greg Mottola viết kịch bản và đạo diễn, cùng với Jesse Eisenberg đồng diễn. Nhà phê bình James Berardinelli nói, "Stewart không chỉ đơn thuần là hấp dẫn trong vai diễn này - cô ấy khiến "Em" trở thành một người phụ nữ hoàn toàn được nhận thức kết hợp với một số diễn biến phức tạp nhất là kết quả của những gì máy quay thấy được trong mắt Stewart." Kenneth Turan của tờ báo Los Angeles Times nói Stewart "xinh đẹp, bí ẩn và rất giàu kinh nghiệm". và James Rocchi của MSN Movies tuyên bố, “Sức mạnh ma quái, dễ bị tổn thương của Stewart được sử dụng để tạo hiệu ứng đẹp mắt." Stewart tái xuất với vai Bella Swan trong phần tiếp theo của Twilight, có tựa đề "New Moon", một lần nữa nhận được nhiều đánh giá trái chiều cho màn trình diễn của cô. Jordan Mintzer từ Variety gọi Stewart là "trái tim và linh hồn của bộ phim" và khen ngợi cô ấy vì đã mang lại "sức nặng và chiều sâu cho lời thoại ... cô ấy khiến vết thương tâm lý của Bella dường như là chuyện thật." Mặt khác, Manohla Dargis từ The New York Times cho biết "lonely-girl blues sẽ sớm trở nên mệt mỏi", và Bill Goodykoontz từ The Arizona Republic nói "Stewart là một sự thất vọng lớn ... Cô ấy làm mất năng lượng ngay từ bộ phim". Cô diễn lại vai Bella trong bộ phim thứ ba "Eclipse" được phát hành vào tháng 6 năm 2010. Các nhà phê bình ủng hộ bộ phim hơn so với các bộ phim tiền nhiệm.

### Từ năm 2010
Stewart đóng vai chính trong The Yellow Handkerchief, ra mắt tại Liên hoan phim Sundance 2009 và được công chiếu tại rạp vào năm 2010. Cô cũng đóng vai chính cùng với James Gandolfini trong bộ phim Welcome to the Rileys, được công chiếu tại Liên hoan phim Sundance 2010. Cùng năm đó, Stewart đóng vai ngôi sao nhạc rock Joan Jett trong The Runaways, một bộ phim tiểu sử về ban nhạc nổi tiếng của nhà văn kiêm đạo diễn Floria Sigismondi.Stewart đã gặp Jett để chuẩn bị cho vai diễn và ghi âm trước các bài hát trong phòng thu cho bộ phim. Ca ngợi màn trình diễn của Stewart, Bill Holdship của Metro Times đã viết, "Hóa ra Stewart thực sự rất giỏi trong việc đóng vai cô gái lạnh lùng, cứng rắn của Jett, thêm vào đó những điểm yếu cần thiết để biến nó thành một màn trình diễn khá tuyệt vời. .. Stewart là một ngôi sao nhạc rock chính hiệu ở đây."Ngoài ra, A. O. Scott của tờ The New York Times đã ghi nhận một Stewart "thận trọng và khiêm tốn" đã mang đến cho bộ phim "sức sống và linh hồn của nó." Tại lễ trao giải thưởng của Viện Hàn Lâm Anh Quốc lần thứ 63 vào tháng 2 năm 2010, Stewart giành được giải thưởng "BAFTA Rising Star Award".

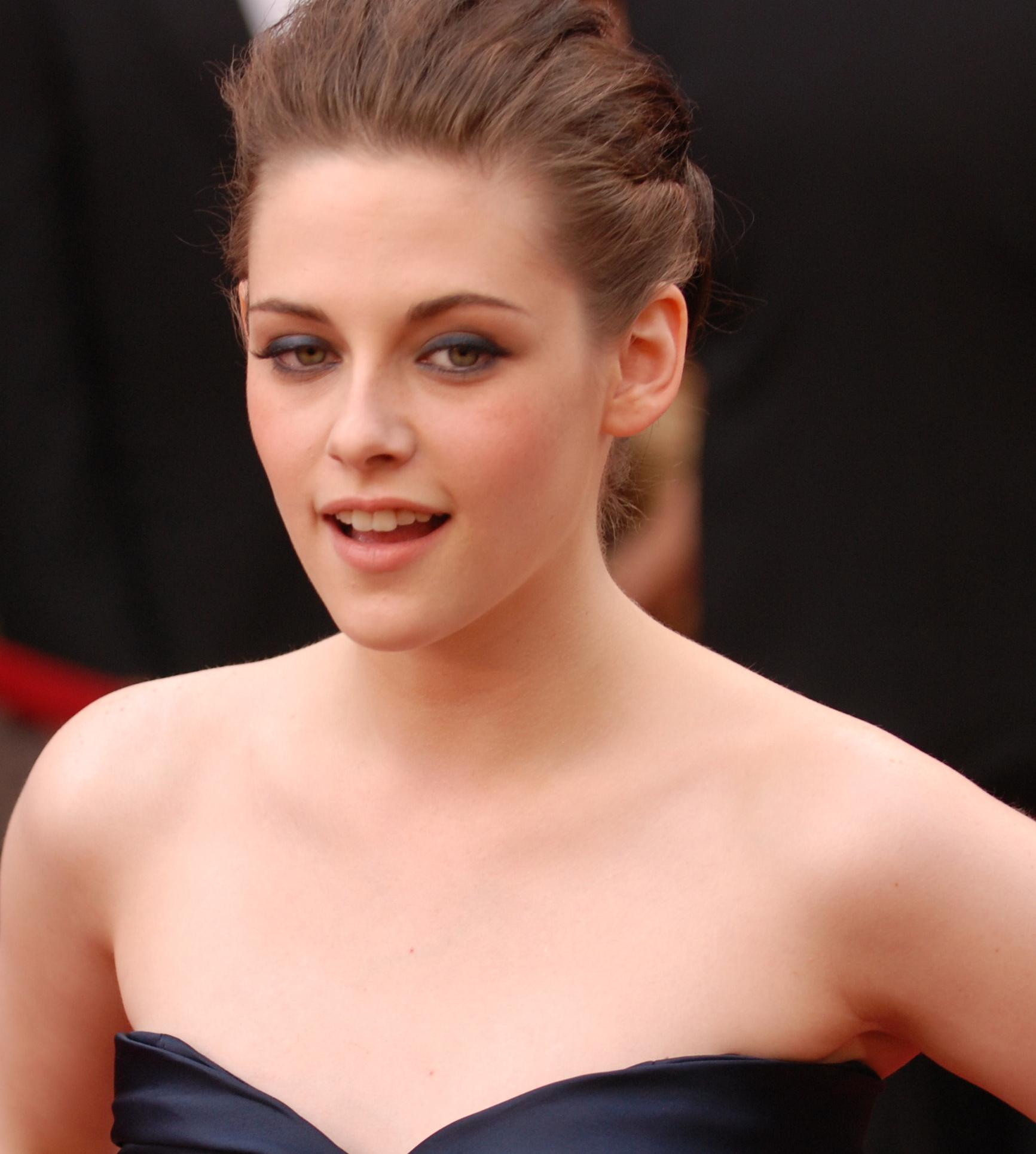
Kristen Stewart trong lễ trao giải Academy Awards 2010

Vào ngày 6 tháng 12 năm 2011, Stewart đứng đầu danh sách "Hollywood's Best Actors for the Buck" năm 2011 của tạp chí Forbes. Cô được liệt kê là nhân vật có thu nhập cao thứ 13 của ngành giải trí trong danh sách "Hollywood's Top 40" của Vanity Fair trong cùng năm, với thu nhập ước tính là 28,5 triệu đô la cho các vai diễn điện ảnh của cô trong năm. Phần thứ tư trong loạt phim Twilight, "Hừng đông" - Phần 1, được phát hành vào ngày 18 tháng 11 năm 2011. Mặc dù bộ phim nhận được những đánh giá tiêu cực, nhưng diễn xuất của Stewart vẫn được khen ngợi. Gabriel Chong gọi tác phẩm của Stewart là "mê hoặc" và nói rằng cô ấy "khiến mọi cảm xúc của Bella đều cảm nhận một cách sâu sắc, điều khiển âm điệu từ niềm vui, sự run rẩy, lo lắng, đau khổ và trên hết là sự quyết tâm thầm lặng và kiên quyết." Dan Konis của The Village Voice nói rằng Stewart đã "thể hiện một cách tuyệt vời" vai diễn. Một số nhà phê bình nhận thấy sự tương tác giữa Stewart với Pattinson còn thiếu và nói rằng mối quan hệ giữa các nhân vật của họ giống như một "trò chơi đố chữ" trên màn ảnh, hoặc không ai trong ba vai chính thuyết phục được vai diễn của họ.
Vào ngày 13 tháng 1 năm 2012, cô trở thành gương mặt đại diện cho nước hoa Balenciaga mới chưa được đặt tên; vào tháng 6, tên của nó được quảng bá là "Florabotanica".Stewart đóng vai Bạch Tuyết trong phim Snow White and the Huntsman (2012).Stewart xuất hiện với vai Mary Lou trong On the Road, bộ phim chuyển thể từ tiểu thuyết cùng tên của Jack Kerouac. Cô kết thúc vai Bella Swan trong "Hừng đông"- Phần 2, phát hành vào tháng 11 năm 2012. Bộ phim thu hút nhiều phản ứng phê bình trái chiều nhưng đã thành công tiền phòng vé, thu về 830 triệu đô la trên toàn thế giới và trở thành phim có doanh thu cao thứ 81.Loạt phim Twilight, được đặt tên là "The Twilight Saga", đã thu về 3,32 tỷ đô la trên toàn thế giới, trở thành một trong những loạt phim có doanh thu cao nhất. Theo Forbes, Stewart là nữ diễn viên được trả lương cao nhất thế giới vào năm 2012, với tổng thu nhập là 34,5 triệu USD. Cô kiếm được 12,5 triệu đô la mỗi phần cho hai phần cuối cùng trong loạt phim Chạng vạng, bao gồm cả tiền bản quyền.

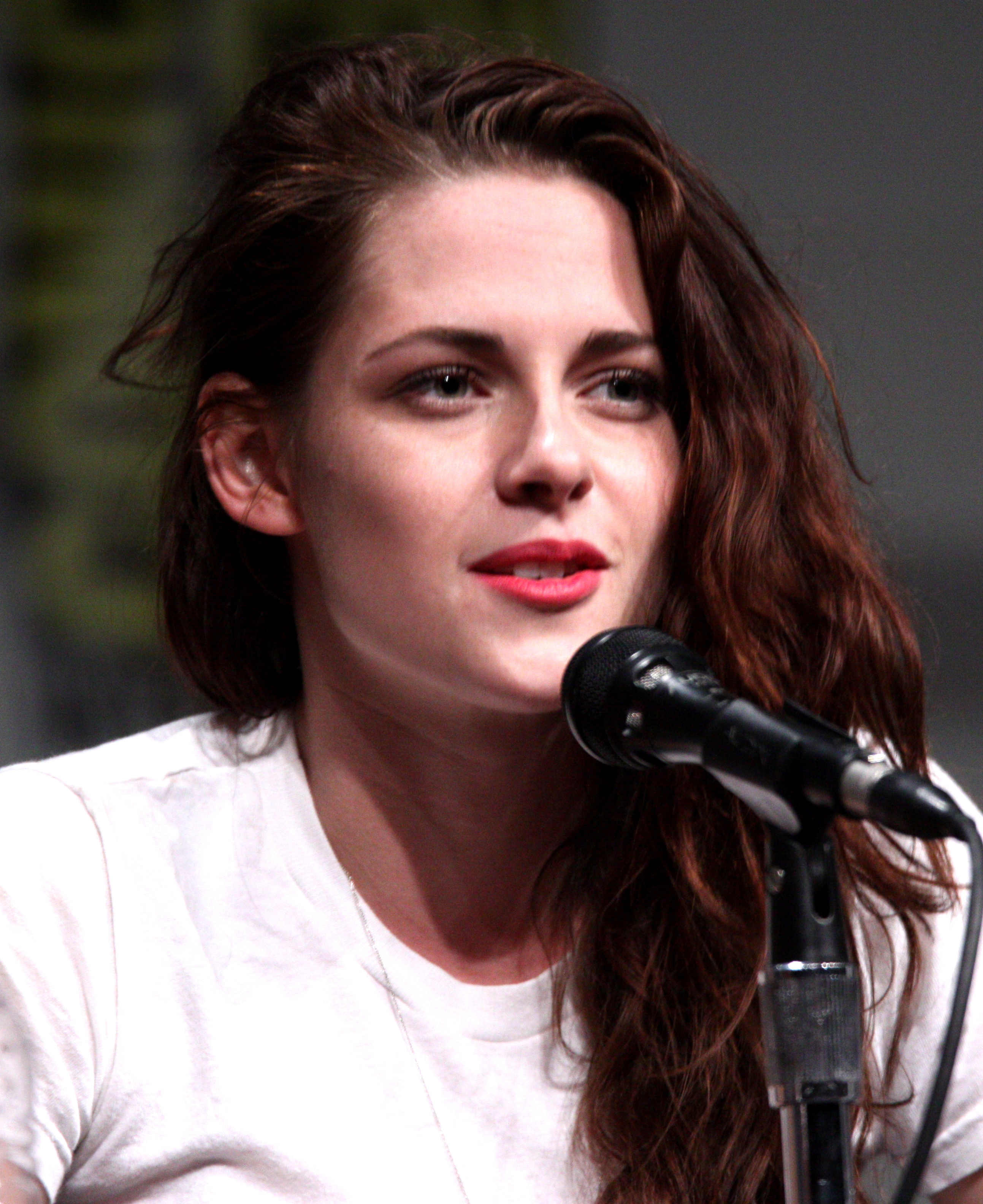
Kristen Stewart năm 2012 tại hội nghị San Diego Comic-Con ở San-Diego

Vào ngày 11 tháng 12 năm 2013, Chanel công bố Stewart là "new face" của họ cho bộ sưu tập thời trang lấy cảm hứng từ phương Tây. Chiến dịch được quay bởi Karl Lagerfeld và phát hành trực tuyến vào tháng 5 năm 2014.Vào năm 2014, Balenciaga đã phát hành một loại nước hoa mới "Rosabotanica" và Stewart vẫn là gương mặt đại diện cho thương hiệu. Cô đứng thứ 3 trong bảng xếp hạng nữ diễn viên được trả lương cao nhất của Forbes vào năm 2013, với tổng thu nhập là 22 triệu đô la, thứ 10 trong năm 2014 với 12 triệu đô la và thứ 9 vào năm 2015 với 12 triệu đô la. Camp X-Ray, bộ phim đầu tiên của cô trong năm 2014, được công chiếu tại Liên hoan phim Sundance 2014 vào ngày 17 tháng 1.Trong khi nó gây ra nhiều đánh giá trái chiều từ các nhà phê bình, màn trình diễn của Stewart trong vai một người lính trẻ đóng tại trại giam Vịnh Guantanamo đã nhận được nhiều lời khen ngợi. David Rooney của The Hollywood Reporter gọi đây là "tác phẩm màn ảnh hay nhất của cô ấy cho đến nay [đóng vai] một lính canh thiếu kinh nghiệm", trong khi Xan Brooks của The Guardian nói, "Đó là một vai diễn nhắc ta rằng cô ấy là một diễn viên xuất sắc. giống như Into the Wild và Adventureland. ".Năm 2014, cô xuất hiện trong video âm nhạc cho "Just One of The Guys" của Jenny Lewis và trong phim ngắn 9 Kisses của The New York Times.
Stewart tiếp theo đóng vai chính cùng với Juliette Binoche và Chloë Grace Moretz trong bộ phim Những bóng mây của Sils Maria của Olivier Assayas. Phim được công chiếu lần đầu tại Liên hoan phim Cannes 2014. Diễn xuất của cô trong phim đã nhận được sự hoan nghênh của giới phê bình.Peter Debruge của Variety khen ngợi "năng lượng kích động, tự phát của Stewart khiến cô ấy trở nên hấp dẫn nhất"Robbie Collin của The Daily Telegraph mô tả vai diễn của cô là "sắc sảo và tinh tế, có sự thấu hiểu và sau đó đột ngột xa cách" và nhấn mạnh "sự nhẹ nhàng tuyệt vời khi chạm vào" trong cách tiếp cận của cô những đoạn twist của bộ phim". Về màn trình diễn này, Stewart đã giành được giải César cho "Nữ diễn viên phụ xuất sắc nhất", trở thành nữ diễn viên Mỹ đầu tiên nhận được đề cử sau ba mươi năm. Cô là người Mỹ thứ hai chiến thắng sau Adrien Brody, người đã giành được giải César cho "Nam diễn viên chính xuất sắc" nhất năm 2003.Cùng năm đó, Stewart xuất hiện cùng với Julianne Moore trong Still Alice, một bộ phim chính kịch được công chiếu tại Liên hoan phim quốc tế Toronto 2014. Các nhà phê bình khen ngợi diễn xuất của cô trong phim. Peter Travers của Rolling Stone gọi cô là "tuyệt vời sôi động và dễ gây tranh cãi" và nói: "Ngay cả khi Still Alice đôi khi sa vào tình cảm, Moore và Stewart vẫn hài hước, quyết liệt và hào hoa".
Stewart xuất hiện trong Anesthesia của đạo diễn Tim Blake Nelson, một bộ phim truyền hình độc lập về một nhóm người New York, được phát hành vào ngày 8 tháng 1 năm 2016, bởi IFC Films.Cô lại đóng chung với Jesse Eisenberg trong American Ultra (2015). Cùng năm đó, cô đóng vai chính trong Once and Forever do Karl Lagerfeld đạo diễn. Stewart đóng cặp cùng với Nicholas Hoult trong Equals của đạo diễn Drake Doremus, Equals được phát hành vào ngày 15 tháng 7 năm 2016. Stewart đã được xác nhận tham gia bộ phim Certain Women của Kelly Reichardt vào năm 2015; bộ phim được phát hành vào ngày 14 tháng 10 năm 2016. Cô đóng vai chính trong bộ phim Café Society của Woody Allen, kết hợp với Steve Carell và Jesse Eisenberg, đánh dấu lần hợp tác thứ ba của cô với Eisenberg. Nó được phát hành vào tháng 7 năm 2016, tạo ra nhiều ý kiến trái chiều. Stewart cũng tái hợp với đạo diễn Olivier Assayas của Clouds of Sils Maria để làm đầu cho bộ phim Personal Shopper của ông, một câu chuyện ma diễn ra trong ngành thời trang. Cô cũng đóng vai chính trong bộ phim chiến tranh Billy Lynn's Long Halftime Walk của Ang Lee, được phát hành vào ngày 11 tháng 11 năm 2016. Vào tháng 12 năm 2016, Stewart xuất hiện trong video âm nhạc chính thức cho đĩa đơn "Ride 'Em on" của The Rolling Stones . Năm 2016, Stewart trở thành nữ diễn viên trẻ nhất được vinh danh tại Liên hoan phim New York. Cùng năm, Stewart cũng là người được vinh danh tại Lễ trao giải Hollywood Awards và nhận được giải thưởng Elle's Women cùng với Amy Adams, Felicity Jones, Anna Kendrick, Aja Naomi King, Helen Mirren và Lupita Nyong'o.

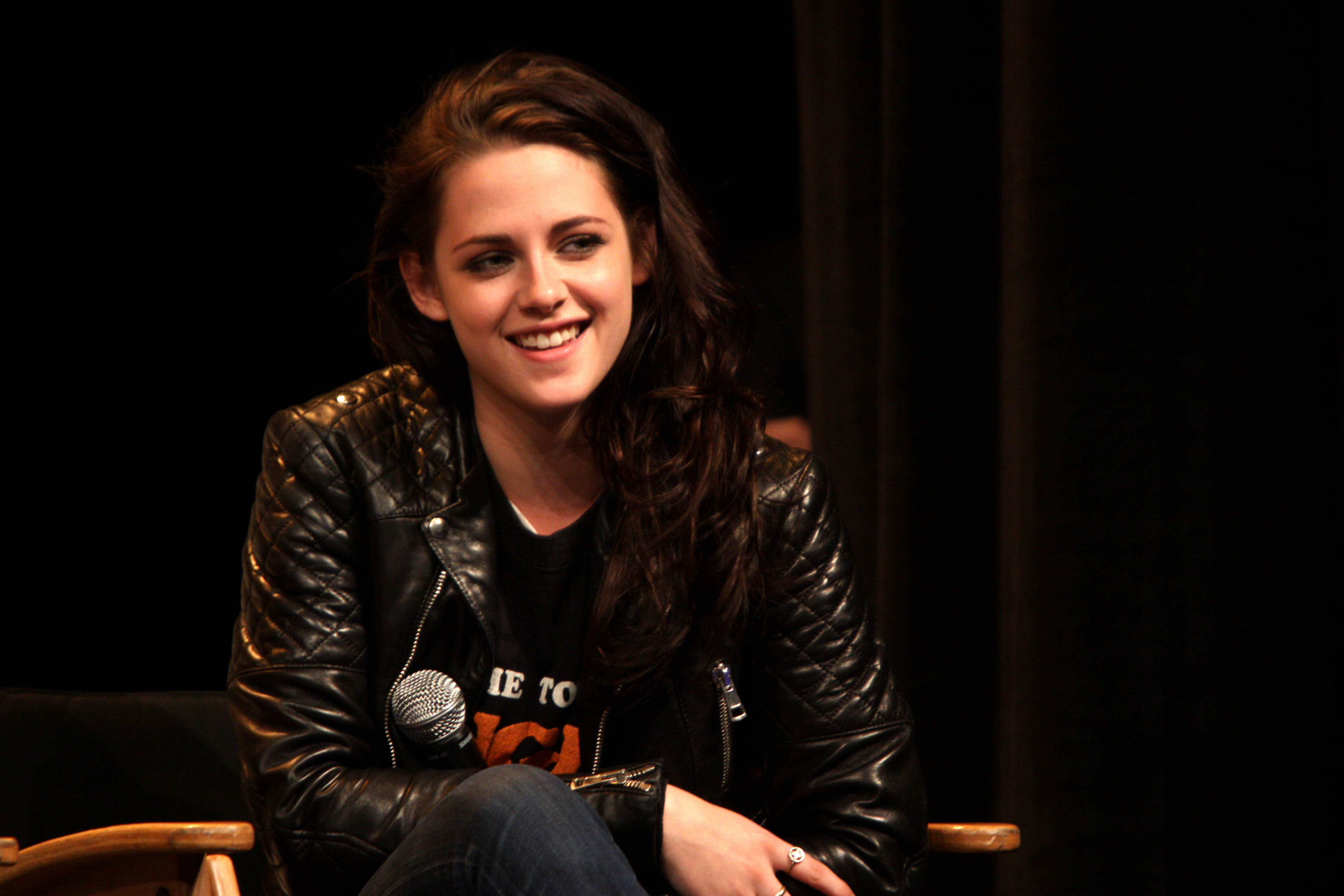
Kristen Stewart thuyết trình ở Hội nghị WonderCon ở Anaheim, California năm 2012

Vào tháng 5 năm 2016, có thông báo rằng Stewart sẽ ra đạo diễn với một bộ phim ngắn cho nhà xuất bản kỹ thuật số tập trung vào phụ nữ Refinery29. Bộ phim sẽ là một phần của Tuyển tập ShatterBox của họ. Phim ngắn có tựa đề Come Swim đã có buổi ra mắt đầu tiên trên thế giới tại Liên hoan phim Sundance 2017. Vào tháng 6, Stewart xuất hiện trong một chiến dịch quảng cáo của Chanel.Vào năm 2017, Stewart đồng ủy quyền cho một dự án khoa học máy tính về việc sử dụng kỹ thuật mạng thần kinh trong quá trình làm phim ngắn Come Swim của cô ấy. Cùng năm đó, Stewart tổ chức Saturday Night Live lần đầu tiên với khách mời âm nhạc Alessia Cara. và được mời gia nhập Viện Hàn lâm Khoa học và Nghệ thuật Điện ảnh.
Năm 2018, Stewart xuất hiện với Chloë Sevigny trong Lizzie, kể về Lizzie Borden, do Craig William Macneill đạo diễn, đã có buổi ra mắt thế giới tại Liên hoan phim Sundance 2018.  Nó được phát hành vào ngày 14 tháng 9 năm 2018, bởi Saban Films và Roadside Points.Bộ phim nhận được nhiều đánh giá trái chiều từ các nhà phê bình. Cô cũng đóng vai chính trong JT LeRoy, một bộ phim tiểu sử về Laura Albert, cùng với Laura Dern và Diane Kruger.Cô cũng xuất hiện trong video âm nhạc cho "If You Really Love Nothing" của Interpol.Cô cũng là thành viên ban giám khảo cuộc thi của Liên hoan phim Cannes 2018.

### Từ năm 2020
Stewart đóng vai nữ diễn viên Jean Seberg trong Seberg, do Benedict Andrews đạo diễn. Phim được công chiếu lần đầu tại Liên hoan phim Quốc tế Venice lần thứ 76 vào tháng 8 năm 2019.Trong khi bộ phim nhận được nhiều đánh giá trái chiều, diễn xuất của Stewart nhận được lời khen ngợi. Tạp chí Time nói rằng màn trình diễn của cô ấy là màn trình diễn xuất sắc thứ 10 trong năm 2019. Stewart trở lại Hollywood với các vai chính trong bộ phim hài hành động Những thiên thần của Charlie (2019) và bộ phim khoa học viễn tưởng Underwater (2020). Bộ phim nhận được nhiều đánh giá trái chiều từ các nhà phê bình trong các bài đánh giá của họ về cả hai bộ phim, nhưng màn trình diễn của Stewart đã được đón nhận nồng nhiệt. Stewart đã viết và đạo diễn một bộ phim ngắn có tựa đề "Crickets", là một phần của loạt phim tuyển tập Homemade, kể về câu chuyện của 18 nhà làm phim từ khắp nơi trên thế giới trong thời gian bị cô lập bởi đại dịch COVID-19. Nó được đồng sản xuất bởi công ty sản xuất Pablo Larraín, Fabula. Bộ phim được phát hành trên Netflix vào ngày 30 tháng 6 năm 2020. Stewart sau đó đóng vai chính cùng Mackenzie Davis trong Happhest Season, một bộ phim lãng mạn kỳ nghỉ dành cho LGBT của đạo diễn Clea DuVall, được phát hành vào ngày 25 tháng 11 năm 2020.
Vào tháng 6 năm 2020, Stewart được công bố là đã được chọn vào vai Diana, Công nương xứ Wales trong bộ phim chính kịch tiểu sử Spencer của Pablo Larraín, nói về quyết định ly hôn của Diana với Charles, Hoàng tử xứ Wales. Cô đã làm việc với một huấn luyện viên ngôn ngữ và nghiên cứu tư thế của Công nuơng Diana cho bộ phim. Mô tả Diana như một người "bùng lên như một ngôi nhà lấp lánh trên ngọn lửa", Stewart nói rằng cô ấy "cảm thấy tự do và sống động và có thể linh hoạt" trong vai diễn này hơn so với bất kỳ dự án nào trước đây của cô ấy. Bộ phim được công chiếu lần đầu tại Liên hoan phim Quốc tế Venice lần thứ 78 vào tháng 9 năm 2021, nơi bộ phim đã nhận được sự hoan nghênh nhiệt liệt. Các nhà phê bình ca ngợi vai diễn Diana của Stewart, trong đó Jonathan Romney của Screen Daily mô tả nó là "mỏng manh, dịu dàng, đôi khi vui tươi và không có một chút kỳ lạ" và Kyle Buchanan của The New York Times coi cô là "một siêu phẩm của thiên tài".
Stewart được xác định là viết và đạo diễn một bộ phim chuyển thể từ cuốn hồi ký The Chronology of Water của nhà văn Lidia Yuknavitch và trở thành bộ phim đầu tiên chuyển thể từ hồi ký của cô.Cô đóng vai Joan Vollmer, thành viên nữ nổi bật nhất của nhóm Beat Generation, cùng với Ben Foster trong bộ phim đầu tay chưa có tiêu đề của anh, một bộ phim chuyển thể từ các tác phẩm và bức thư đầu tiên của William S. Burroughs. Stewart đóng vai chính cùng với Léa Seydoux và Viggo Mortensen trong phim kinh dị khoa học viễn tưởng Crimes of the Future của David Cronenberg.

## Cuộc sống cá nhân
Stewart cư trú tại Los Angeles. Vào năm 2017, cô tuyên bố rằng mình là người song tính, nói rằng "You're not confused if you're bisexual. It's not confusing at all. For me, it's quite the opposite." Vào năm 2019, Stewart đã được thảo luận về tác động nhận thức giới tính cô ấy đối với sự thành công trong sự nghiệp của cô, Stewart nói rằng đã được cảnh báo không được công khai bạn gái của mình để được chọn vào những vai chính. Cô nói: "I don't want to work with people like that." Cô mắc chứng sợ ngựa. Stewart là một nhà nữ quyền.

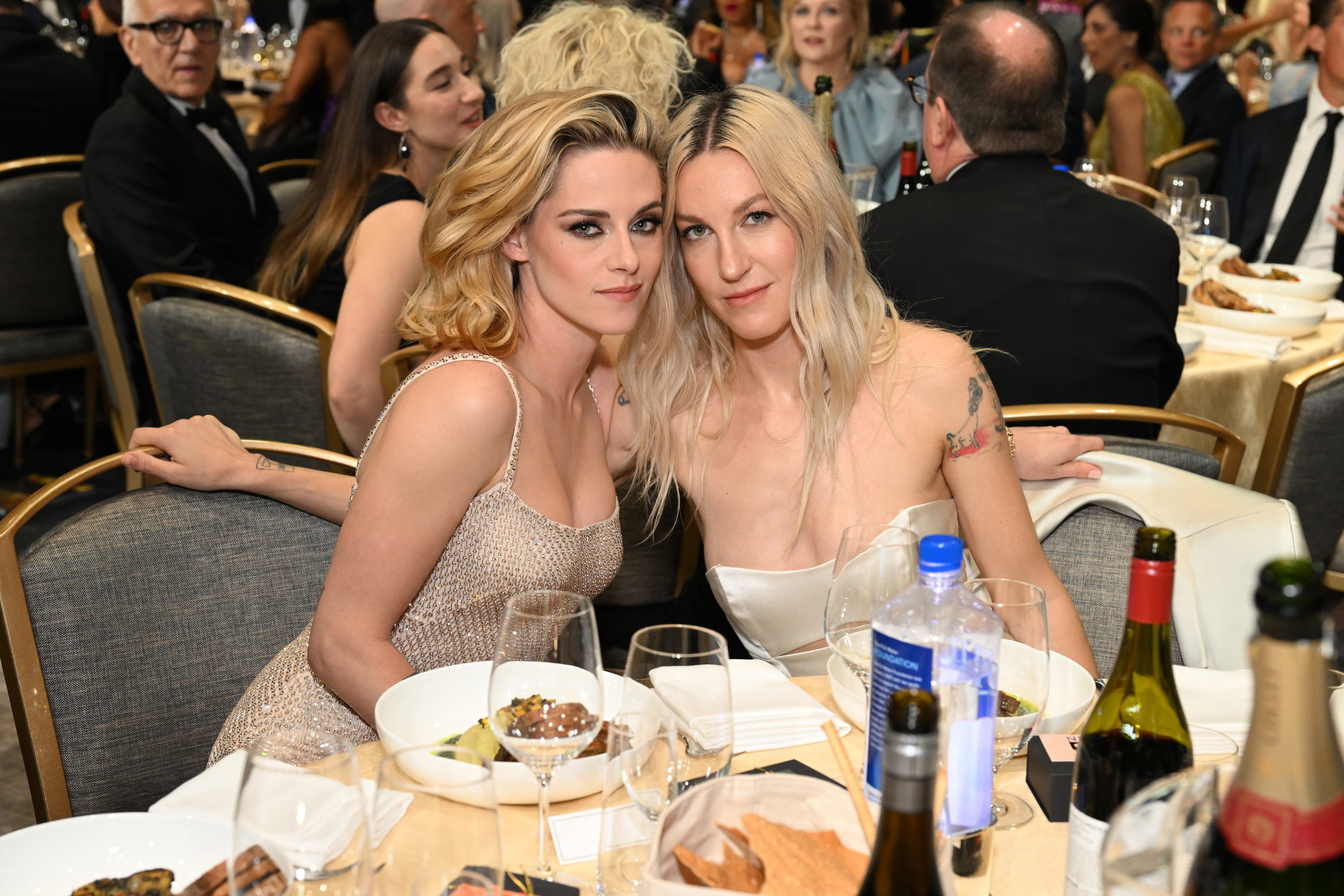
Stewart và biên kịch Dylan Meyer tại Giải thưởng Critics' Choice lần thứ 27

Stewart hẹn hò với bạn diễn Michael Angarano trong phim Speak từ năm 2005 đến đầu năm 2009.Cô ấy đã có mối quan hệ kéo dài 4 năm với bạn diễn Robert Pattinson trong Twilight. Trong khi hẹn hò với Pattinson, vào tháng 7 năm 2012 Stewart bị bắt gặp ngoại tình với đạo diễn phim Bạch Tuyết & gã thợ săn Rupert Sanders. Vào ngày những bức ảnh bị phát tán, Stewart và Sanders (lúc đó đã kết hôn) đều đưa ra lời xin lỗi công khai. Từ giữa năm 2013 đến mùa thu năm 2016, Stewart có mối quan hệ với nhà sản xuất hiệu ứng hình ảnh Alicia Cargile. Từ cuối năm 2016 đến cuối năm 2018, cô có quan hệ với người mẫu New Zealand Stella Maxwell. Kể từ năm 2019, Stewart đã có mối quan hệ với nhà biên kịch Dylan Meyer. Stewart cho biết vào tháng 11 năm 2021 rằng cô và Meyer đã đính hôn. Cặp đôi đã kết hôn trong một buổi lễ thân mật tại Los Angeles vào ngày 20 tháng 4, 2025.
Vào năm 2012, Stewart đã ký và tặng chiếc váy cô mặc trong buổi công chiếu The Twilight Saga: Hừng Đông - Phần 2 cho một cuộc đấu giá CharityBuzz mang lại lợi ích cho Quỹ cứu trợ Sandy của Robin Hood Foundation, hỗ trợ lâu dài cho những người bị ảnh hưởng bởi cơn bão Sandy. Năm 2016, cô tham gia xây dựng một trường học ở Nicaragua thông qua Tổ chức phi lợi nhuận buildOn, với mục tiêu là mang đến cho trẻ em cơ hội được giáo dục trong một ngôi trường an toàn và xóa mù chữ. Năm 2017, cô đã quyên góp được 500.000 đô la để cứu trợ cho người chịu ảnh hưởng từ cơn bão Sandy bằng cách gặp gỡ một "hoàng tử Trung Đông" giấu tên trong 15 phút.
Stewart xếp thứ 7 trong danh sách "Top 99 Women" của AskMen năm 2013. Glamour UK đã vinh danh cô là người phụ nữ mặc đẹp nhất năm 2012, 2013 và 2016.Năm 2020, Stewart nhận được Giải thưởng "Nữ diễn viên của thập kỷ" do Hiệp hội các nhà phê bình Hollywood trao tặng.

## Danh sách phim

### Phim điện ảnh
| Năm  | Tên phim                              | Vai diễn                  | Ghi chú       |
| ---- | ------------------------------------- | ------------------------- | ------------- |
| 2000 | The Flintstones in Viva Rock Vegas    | Ring Toss Girl            | Không ghi chú |
| 2001 | The Safety of Objects                 | Sam Jennings              |               |
| 2002 | Panic Room                            | Sarah Altman              |               |
| 2003 | Cold Creek Manor                      | Kristen Tilson            |               |
| 2004 | Catch That Kid                        | Maddy                     |               |
| 2004 | Speak                                 | Melinda Sordino           |               |
| 2004 | Undertow                              | Lila                      |               |
| 2005 | Fierce People                         | Maya Osbourne             |               |
| 2005 | Zathura                               | Lisa Budwing              |               |
| 2007 | The Messengers                        | Jessica "Jess" Solomon    |               |
| 2007 | In the Land of Women                  | Lucy Hardwicke            |               |
| 2007 | The Cake Eaters                       | Georgia Kaminski          |               |
| 2007 | Into the Wild - Miền hoang dã         | Tracy Tatro               |               |
| 2007 | Cutlass                               | Young Robin               | Phim ngắn     |
| 2008 | Jumper                                | Sophie                    | Khách mời     |
| 2008 | What Just Happened                    | Zoe                       |               |
| 2008 | The Yellow Handkerchief               | Martine                   |               |
| 2008 | Twilight - Chạng vạng                 | Isabella "Bella" Swan     |               |
| 2009 | Adventureland                         | Emily "Em" Lewin          |               |
| 2009 | The Twilight Saga: Trăng non          | Isabella "Bella" Swan     |               |
| 2010 | The Runaways                          | Joan Jett                 |               |
| 2010 | The Twilight Saga: Nhật thực          | Isabella "Bella" Swan     |               |
| 2010 | Welcome to the Rileys                 | Allison / Mallory (alias) |               |
| 2011 | The Twilight Saga: Hừng đông – Phần 1 | Bella Swan Cullen         |               |
| 2012 | Bạch Tuyết và gã thợ săn              | Bạch Tuyết                |               |
| 2012 | On the Road - Trên đường              | Marylou                   |               |
| 2012 | The Twilight Saga: Hừng đông – Phần 2 | Bella Cullen              |               |
| 2012 | K-11                                  | Ray's Secretary           | Góp giọng     |
| 2014 | Camp X-Ray                            | Amy Cole                  |               |
| 2014 | Những bóng mây của Sils Maria         | Valentine                 |               |
| 2014 | Still Alice                           | Lydia Howland             |               |
| 2014 | 9 Kisses                              | Fangirl                   | Phim ngắn     |
| 2015 | Anesthesia                            | Sophie                    |               |
| 2015 | American Ultra                        | Phoebe                    |               |
| 2015 | Equals                                | Nia                       |               |
| 2015 | Once and Forever                      | Coco Chanel               | Phim ngắn     |
| 2016 | Certain Women                         | Elizabeth Travis          |               |
| 2016 | Café Society                          | Vonnie                    |               |
| 2016 | Personal Shopper                      | Maureen                   |               |
| 2016 | Billy Lynn's Long Halftime Walk       | Kathryn Lynn              |               |
| 2018 | Lizzie                                | Bridget Sullivan          |               |
| 2018 | JT LeRoy                              | Savannah Knoop            |               |
| 2019 | Seberg                                | Jean Seberg               |               |
| 2019 | Love, Antosha                         | Herself                   | Phim Tài liệu |
| 2019 | Những thiên thần của Charlie          | Sabina Wilson             |               |
| 2020 | Kẻ săn mồi đáy biển                   | Norah Price               |               |
| 2020 | Happiest Season                       | Abby Holland              |               |
| 2021 | Spencer                               | Diana, Vương phi xứ Wales |               |
| 2024 | Yêu cuồng loạn                        | Lou                       |               |

### Truyền hình
| Năm       | Tên                         | Vai trò                | Ghi chú                                                          |
| --------- | --------------------------- | ---------------------- | ---------------------------------------------------------------- |
| 1999      | The Thirteenth Year         | Girl in Fountain Line  | Phim truyền hình                                                 |
| 2008      | The Sarah Silverman Program | Announcer              | Tập phim: "I Thought My Dad Was Dead, But It Turns Out He's Not" |
| 2017-2019 | Saturday Night Live         | Người dẫn chương trình | 2 tập                                                            |

### Âm nhạc
| Năm  | Tên                          | Nghệ sĩ            |
| ---- | ---------------------------- | ------------------ |
| 2011 | "I Was Broken"               | Marcus Foster      |
| 2014 | "Just One of the Guys"       | Jenny Lewis        |
| 2016 | "Ride 'Em On Down"           | The Rolling Stones |
| 2018 | "If You Really Love Nothing" | Interpol           |

### Đạo diễn
| Năm  | Tên                    | Ghi chú                                                      |
| ---- | ---------------------- | ------------------------------------------------------------ |
| 2014 | "Take Me To The South" | video ca nhạc của Sage + the Saints                          |
| 2017 | Come Swim              | Phim ngắn                                                    |
| 2017 | "Down Side of Me"      | video ca nhạc Chvrches                                       |
| 2020 | Crickets               | Phần phim ngắn của thuộc chương trình truyền hình "Homemade" |

## Giải thưởng
Danh sách các giải thưởng và đề cử nhận được bởi Kristen Stewart
Kristen Stewart nhận được nhiều giải thưởng khác nhau, bao gồm Giải thưởng "British Academy Film Award", Giải thưởng "Screen Actors Guild Award", Giải "Quả cầu vàng" và đề cử Giải thưởng "Critics’ Choice Award. Năm 2022, cô giành được đề cử giải Oscars đầu tiên trong sự nghiệp ở hạng mục nữ chính xuất sắc nhất.